# Ophiomyxa caribaea
Ophiomyxa caribaea är en ormstjärneart som beskrevs av Christian Frederik Lütken 1856. Ophiomyxa caribaea ingår i släktet Ophiomyxa och familjen skinnormstjärnor. Inga underarter finns listade i Catalogue of Life.